# Rudolf Berliner
Paul Rudolf Berliner (ur. 14 kwietnia 1886 w Oławie, zm. 6 sierpnia 1967 w Berchtesgaden ) – niemiecki historyk sztuki i muzealnik , autor pierwszej naukowej monografii nt. szopek bożonarodzeniowych.

## Życiorys
Ojcem Rudolfa był przedsiębiorca i menedżer Theodore, a matką Phillipine z domu Wollner. Od 1899 Rudolf mieszkał w Berlinie, a później w Joachmistahl, gdzie ukończył szkołę średnią w 1904. Od następnego roku do 1909 r. studiował historię sztuki i archeologię głównie na uniwersytecie berlińskim, ale także po jednym semestrze w Wiedniu i Heidelbergu . W 1910 r. obronił pracę doktorską poświęconą psałterzowi paryskiemu. Od 1912, z przerwą na udział w I wojnie światowej pracował na różnych stanowiskach naukowych w Bayerisches Nationalmuseum, osiągając tam tytuł profesora, aż do końca 1935 r., gdy utracił pracę ze względu na żydowskie pochodzenie i wcześniejsze czasowe uwięzienie w Dachau. Później mieszkał w Berchtesgaden do 1939, gdy wyemigrował do USA. W Stanach Zjednoczonych przez okres wojny pracował w różnych muzeach. Po wojnie z powrotem osiedlił się w Monachium, zwykle jednak spędzał połowę każdego roku w USA. Nie był wówczas nigdzie zatrudniony, utrzymywał się i prowadził badania dzięki zgromadzonemu wcześniej majątkowi .
W czasie pracy w Bayerisches Nationalmuseum doprowadził do istotnego wzrostu zbiorów tej placówki, był redaktorem czasopisma naukowego Münchener Jahrbuch der bildenden Kunst.
Monograficzne publikacje Berlinera:
- Ornamentale Vorlage-Blätter des 15.–18. Jahrhunderts. Lipsk 1925/1926
- Denkmäler der Krippenkunst. Augsburg 1926-1930
- Die Weihnachtskrippe. 1955. Monachium